# Heliophanus didieri
Heliophanus didieri är en spindelart som beskrevs av Eugène Simon 1904. 
Heliophanus didieri ingår i släktet Heliophanus och familjen hoppspindlar. Inga underarter finns listade i Catalogue of Life.